# Львов Аркадій Львович
Арка́дій Льво́вич Львов (9 березня 1927, Одеса, — 2 листопада 2020, Нью-Джерсі) — радянський та американський прозаїк.

## Життєпис
Народився 9 березня 1927 року в Одесі в єврейській родині. Від 1945 року навчався на історичному факультеті Одеського університету, виключений 1946 року. До 1949 року неофіційно продовжував навчатися у Чернівецькому університеті, склав держіспити в Одесі 1951 року. Працював шкільним учителем на заході Україні, 1968 року повернувся до Одеси.
Від 1965 року публікував оповідання в радянських журналах, у 1966—1972 роках вийшло шість книг його прози. Аркадію Львову протеґували такі впливові радянські письменники, як Валентин Катаєв та Костянтин Симонов.
Відповідно до антисемітської та антиізраїльської офіційної риторики в Радянському Союзі 1970-х КДБ звинуватив його в «сіоністській діяльності» й піддав остракізму, публікувати його твори в СРСР припинили. 1976 року емігрував до США. Жив у Нью-Йорку.

## Творчість
У середині 1960-х набув популярності як фантаст, пізніше писав реалістичну прозу.

Найвідоміший твір Львова — роман про Одесу «Двір», написаний у 1968—1972 роках, вийшов 1979 року французькою, 1981 року — в оригіналі, перекладений на основні європейські мови. 2005 року вийшло продовження цього роману — «Двір. Книга третя».
Львов уважно спостерігає життя широких верств населення та зображує його реалістично, послідовно уникаючи будь-якого авторського коментаря (навіть і за допомогою прикметників).Оригінальний текст (рос.)
Львов внимательно наблюдает жизнь широких слоёв населения и изображает её реалистически, последовательно избегая какого бы то ни было авторского комментария (даже и с помощью прилагательных).
У найкращих оповіданнях, серед яких «Останній рабин» (1960-ті), Львов виступав спадкоємцем російсько-єврейських письменників, насамперед Ісака Бабеля та Андрія Соболя.
Автор есе про творчість І. Бабеля, Е. Багрицького, М. Свєтлова та ін. (Збірник есе «Вгамування сумом» (рос. Утоление печалью), 1984); книги про О. Мандельштама «Чорне та жовте» (рос. Чёрное и жёлтое), спогадів про Костянтина Симонова.
Вів авторську програму на Радіо Свобода — «Далі буде» (рос. Продолжение следует).
Був членом Спілки письменників СРСР.

## Пам'ять
У травні 2021 року в Одесі у дворі будинку № 14 у провулку Нечипуренка, де колись жив Аркадій Львов, художниця Леся Верба створила стінопис, присвячений письменнику та його роману «Двір».